# Iron Savior
Iron Savior es una banda alemana de power metal formada en Hamburgo en 1996. Siguiendo un periodo de varios años trabajando detrás de escenas en la producción, el multinstrumentista y productor/ingeniero Piet Sielk se unió con su antiguo compañero de banda Kai Hansen y el entonces baterista de Blind Guardian, Thomen Stauch, en un nuevo proyecto que uniría el power metal con un avanzado concepto de una historia de ciencia ficción. El álbum debut de la banda Iron Savior introdujo la historia que sería contada a través del curso de varios álbum, presentando una nave espacial autoconsciente llamada Iron Savior y su relación con la civilización perdida de Atlántida.
Críticos han comparado el sonido y la aproximación musical de Iron Savior a bandas clásicas de heavy metal como Judas Priest, Iron Maiden o Queensrÿche. La presencia de Kai Hansen en la banda trajo en los álbumes en los que aparece, un estilo fuertemente influenciado por Gamma Ray y Helloween.
Desde su creación, Iron Savior ha lanzado 12 álbumes de estudio, 3 EP y 2 Singles. A pesar de varios cambios en la formación, Piet Sielck ha continuado en la dirección de la banda y actualmente es el único miembro fundador.

## Historia
Las raíces de esta banda se hallan en los principios de Helloween, cuando se llamaba Gentry y estaba formada por los guitarristas Kai Hansen y Piet Sielck. Con la banda llamada Second Hell, Sielck la abandonó para dedicarse a ser productor musical, resultando en la separación de dicha banda. Años más tarde, Hansen y Sielck volvieron a formar juntos una banda (con Hansen ya consagrado tanto con su exbanda Helloween como con Gamma Ray) y para completar la primera formación llamaron a Thomen Stauch, baterista de Blind Guardian.
Estos tres músicos graban en 1997 el disco debut, Iron Savior, con los vocalistas Hansi Kürsch de Blind Guardian y el bajista Dirk Schlächter de Gamma Ray como invitados, el cual es el primer capítulo de una historia que abarca hasta este momento 7 discos, acerca de la nave Iron Savior. Luego, Stauch se fue del grupo, y se sumaron el bajista Jan-Sören Eckert, (exbajista de Rampage y Charon y futuro integrante de Masterplan) el baterista Dan Zimmermann, (quien había entrado a Gamma Ray y un año más tarde formaría Freedom Call) y el tecladista Andreas Kuck. Este quinteto grabó Unification a principios de 1999, con Uwe Lulis (exguitarrista de Grave Digger) como invitado, y fue el último disco con Zimmermann, quien se dedicaría de lleno a Gamma Ray y Freedom Call.
El EP Interlude, lanzado en agosto de ese mismo año, estaba compuesto por dos EP, uno con canciones en vivo de un concierto de soporte a su primer disco, y otro con temas en estudio que contaban los sucesos entre Unification y lo que iba a ser su tercer disco, además de una versión de la banda Judas Priest. En este EP (y en los posteriores lanzamientos de la banda) el reemplazo de Zimmermann fue Thomas Nack, exbatería de Anesthesia. Dark Assault (lanzado en 2001) continuó la historia del grupo, e introdujo al guitarrista Joachim Kustner, de Lacrimosa. Este fue el único disco del grupo con tres guitarristas, ya que Hansen vio que no podía continuar con Savior y Gamma Ray al mismo tiempo, y abandona el grupo.
Condition Red (2002) siguió la línea de sus antecesores, y además fue el último disco con Eckert, quien se iría para formar parte de Masterplan. Su reemplazante en el bajo, quedando consolidada la banda a partir de este momento, es Yenz Leonhardt, exvocalista de Geisha y compañero de Sielck y el exbaterista de Savior, Stauch, en Savage Circus. También fue el último disco con el tecladista Andreas Kuck. Este cuarteto persiste sin cambios hasta el día de hoy, y grabó los discos Battering Ram (2004), Megatropolis (2007) y The Landing (2011).
En 2014 lanzan "Rise Of The Hero" octavo disco de estudio y regraban "Megatropolis" del 2007 también lanzado en 2015 bajo el título "Megatropolis 2.0". También en 2015 lanzan un disco en directo "Live At The Final Frontier". El 10 de febrero de 2016 en la página de Facebook de IRON SAVIOR anuncian que están dando los últimos detalles a su próximo disco de estudio para ser lanzado en el transcurso del 2016. Finalmente el título del disco será "Titancraft" y saldrá el 20 de mayo a través de AFM Records.

## Temática
La banda usa temas de ciencia ficción como inspiración para sus letras. La mayoría de sus canciones narran una elaborada historia sobre una nave espacial (la 'Iron Savior') relacionada con el continente perdido de la Atlántida. Recientemente, los temas incluyen exploraciones sobre la percepción propia y el espíritu de libertad.

## Miembros
- Piet Sielck (Vocalista, guitarra)
- Jan-Sören Eckert - (Bajo)
- Joachim "Piesel" Küstner (guitarra)
- Patrick Klose (batería)

### Exmiembros
- Kai Hansen - Guitarra y voz (1996-2001)
- Jan-Sören Eckert - Bajo (1997-2003)
- Thomen Stauch - Batería (1996-1998)
- Dan Zimmermann - Batería (1997-1999)
- Andreas Kuck - Teclados (1998-2003)
- Yenz Leonhardt (bajo)
- Thomas Nack (batería)

## Discografía

### Álbumes de estudio
- Iron Savior (1997)
- Unification (1999)
- Dark Assault (2001)
- Condition Red (2002)
- Battering Ram (2004)
- Megatropolis (2007)
- The Landing (2011)
- Rise of the Hero (2014)
- Megatropolis 2.0 (2015) regrabación
- Live At The Final Frontier (2015)
- Titancraft (2016)
- Reforged: Riding on Fire (2017)
- Kill or Get Killed (2019)
- Skycrest (2020)
- Reforged – Ironbound (2022)
- Firestar (2023)

### EP
- Coming Home (1998) (EP)
- Interlude (1999) (EP)
- I've Been To Hell (2000) (EP)